# جاي بي لين
جاي بي لين (بالإنجليزية: J. P. Linn)‏ هو لاعب كرة قدم أمريكية أمريكي، ولد في 24 فبراير 1870 في شيبنسبورغ في الولايات المتحدة، وتوفي في 9 يونيو 1949 في ريدوود فولز في الولايات المتحدة.